# Aleksander Macedoński

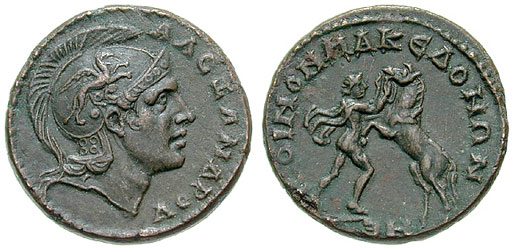
Aleksander poskramiający Bucefała (rzymska moneta Macedonii z czasów Aleksandra Sewera)

Aleksander III Macedoński (stgr. Ἀλέξανδρος ὁ Τρίτος ὁ Μακεδών Aleksandros ho Tritos ho Makedon), zwany także Aleksandrem Wielkim (Ἀλέξανδρος ὁ Μέγας Aleksandros ho Megas) i niezwyciężonym (άνίκητος; ur. 19–20 lipca 356 p.n.e. w Pelli, zm. 10 czerwca 323 p.n.e. w Babilonie) – król Macedonii z dynastii Argeadów w latach 336–323 p.n.e.
Powszechnie uznawany za wybitnego stratega i jednego z największych zdobywców w historii ludzkości. Okres jego panowania wyznacza granicę między dwiema epokami historii starożytnej: okresem klasycznym i epoką hellenistyczną.
Jego ojciec Filip II zreformował państwo macedońskie i zdołał podporządkować sobie większość Grecji. W 336 p.n.e. Aleksander odziedziczył silne państwo oraz dobrze zorganizowaną i doświadczoną armię. Po ujarzmieniu zbuntowanych greckich polis kontynuował plany ekspansji pozostawione przez Filipa – w 334 p.n.e. zaatakował rządzoną przez Persów Azję Mniejszą, rozpoczynając serię kampanii trwającą 10 lat.
Złamał potęgę imperium perskiego w wyniku serii zwycięstw (najsłynniejsze odniósł pod Issos i Gaugamelą) i do 327 p.n.e. opanował całe państwo. W tym samym roku ruszył na Indie, lecz pomimo odnoszonych zwycięstw został zmuszony do odwrotu z powodu niezadowolenia w armii. Zmarł w wieku 33 lat w Babilonie w trakcie przygotowań do kolejnych wypraw wojennych, pozostawiając imperium, którego rozpiętość ze wschodu na zachód wynosiła 5 tys. km. Po jego śmierci rozgorzały walki pomiędzy dowódcami macedońskiej armii, tzw. diadochami, które doprowadziły do podziału ogromnego państwa na kilka królestw.
Tocząc zwycięskie bitwy z wojskami Traków, Ilirów, Persów i Hindusów, opierał się na zdyscyplinowanej piechocie – falandze i ciężkiej macedońskiej jeździe – hetajrach.

## Wczesne lata

### Narodziny i dzieciństwo
Aleksander urodził się 6 dnia ateńskiego miesiąca Hekatombajon, co w naszym kalendarzu odpowiada mniej więcej 19–20 lipca, w 356 r. p.n.e. Był synem króla Macedonii i twórcy potęgi tego państwa, Filipa II, i Olimpias, córki króla Epiru Neoptolemosa I. Filip miał kilka żon i kochanek, ale Olimpias, z racji powicia uznanego za następcę tronu Aleksandra, miała wśród nich pozycję uprzywilejowaną.
Jak w przypadku większości osób, które w starożytności stały się sławne, narodziny Aleksandra otoczono później różnymi legendami i cudownymi zdarzeniami. Zgodnie z tradycją synchronizowania dat ważnych wydarzeń przez autorów greckich, podawano, że Aleksander narodził się tego samego dnia, którego spłonęła świątynia Artemidy w Efezie, jeden z siedmiu cudów świata. Spekulowano, że sama Artemida nie mogła uchronić swojego przybytku przed pożarem, gdyż była zajęta asystowaniem Olimpias przy porodzie. Odczytywano to jako znak przyszłego podboju Azji przez Aleksandra. Zarówno Filip, jak i Olimpias mieli doświadczyć tego dnia wizji, które rzekomo zwiastowały wielkie czyny przyszłego króla. Przed narodzinami syna Filip miał śnić o zapieczętowanym sygnecie z lwem w brzuchu ciężarnej Olimpias, z kolei ona o uderzającym w jej łono piorunie. Inna legenda mówiła o podglądaniu przez Filipa przez dziurkę od klucza Olimpias spółkującej z wężem, pod postacią którego kryło się bóstwo, prawdopodobnie Amon z Siwy. Popularność tej opowieści brała się po części z wiary w kontakty bóstw z ludźmi, a także z jej prawdopodobieństwa dla starożytnych – Olimpias znana była z hodowania węży oraz udziału w przerażających Greków kultach z Epiru. Innymi boskimi zdarzeniami były również trzy wspaniałe wieści, które jednego dnia miał otrzymać Filip oblegający Potidaję: armia macedońska pod dowództwem Parmeniona pokonała Illirów, jego koń wygrał zawody konne w Olimpii i Olimpias urodziła mu syna.
Wkrótce po urodzeniu Aleksander został przekazany pod opiekę mamki – Lanike (siostry Klejtosa Czarnego, późniejszego towarzysza króla). Olimpias mianowała jego wychowawcą swego krewnego, pochodzącego z Akarnanii Leonidasa, którego wspomagał Lizymach i inni nauczyciele m.in. muzyki, gramatyki, retoryki. Leonidas był surowym wychowawcą i nie wzbraniał się ganić Aleksandra. Z kolei Lizymach prawdopodobnie zainteresował młodego księcia twórczością Homera, ulubionego autora Aleksandra, który później często starał się dorównać bohaterom Iliady i Odysei, a zwłaszcza Achillesowi. Aleksander był też dobrze zaznajomiony z resztą literatury greckiej. Niezbędnym elementem wychowania każdego macedońskiego arystokraty były również nauka jazdy konnej i posługiwania się bronią.
Filip miał jeszcze drugiego syna Filipa Arridajosa, niemal równolatka Aleksandra. Uwaga jaką przywiązywano do wychowania Aleksandra wskazuje jednak, że to on od początku traktowany był jako następca tronu. Być może już wtedy widoczne stało się opóźnienie umysłowe Arridajosa. Aleksander miał także o kilka lat młodszą siostrę – Kleopatrę.
Źródła antyczne nie przekazują zbyt wielu konkretnych informacji na temat dzieciństwa Aleksandra, są to głównie różnego rodzaju anegdoty, które miały za zadanie pokazywać cechy charakteru i cnoty przyszłego władcy. Przedstawiają one młodego księcia jako osobę ambitną, ciekawą świata, dojrzałą emocjonalnie i przekonaną o swojej wartości. Mimo wielkiej sprawności fizycznej miał mieć lekceważący stosunek do sportu, przedkładając nad zmagania atletyczne nauki i sztukę. O wcześnie podjętych planach podboju świata przekonywać ma opowieść o wizycie posłów Wielkiego Króla, przyjętych pod nieobecność Filipa przez Aleksandra, który zamiast o bogactwa i inne cudowności perskiego imperium wypytywał gości o sieć dróg i sprawy wojskowe. Najbardziej znana z anegdot o dzieciństwie Aleksandra dotyczy poskromienia Bucefała. Już jako 12-letnie (lub 8-letnie według innych źródeł) dziecko Aleksander miał ujarzmić wierzchowca, z którym nie radzili sobie najlepsi jeźdźcy. Zauważył, że koń boi się własnego cienia i wykorzystał tę obserwację do uspokojenia i ujeżdżenia zwierzęcia. Bucefał (gr. Boukephalos, „głowa wołu”) – tak młody książę nazwał rumaka – towarzyszył Aleksandrowi i służył mu w bitwach przez wiele lat, sam władca zaś uznawał go za jednego ze swych najbliższych przyjaciół. Jedno z miast, jakie wzniósł nad Hydaspesem w Indiach, nazwał Bukefalą.

### Edukacja w Miezie

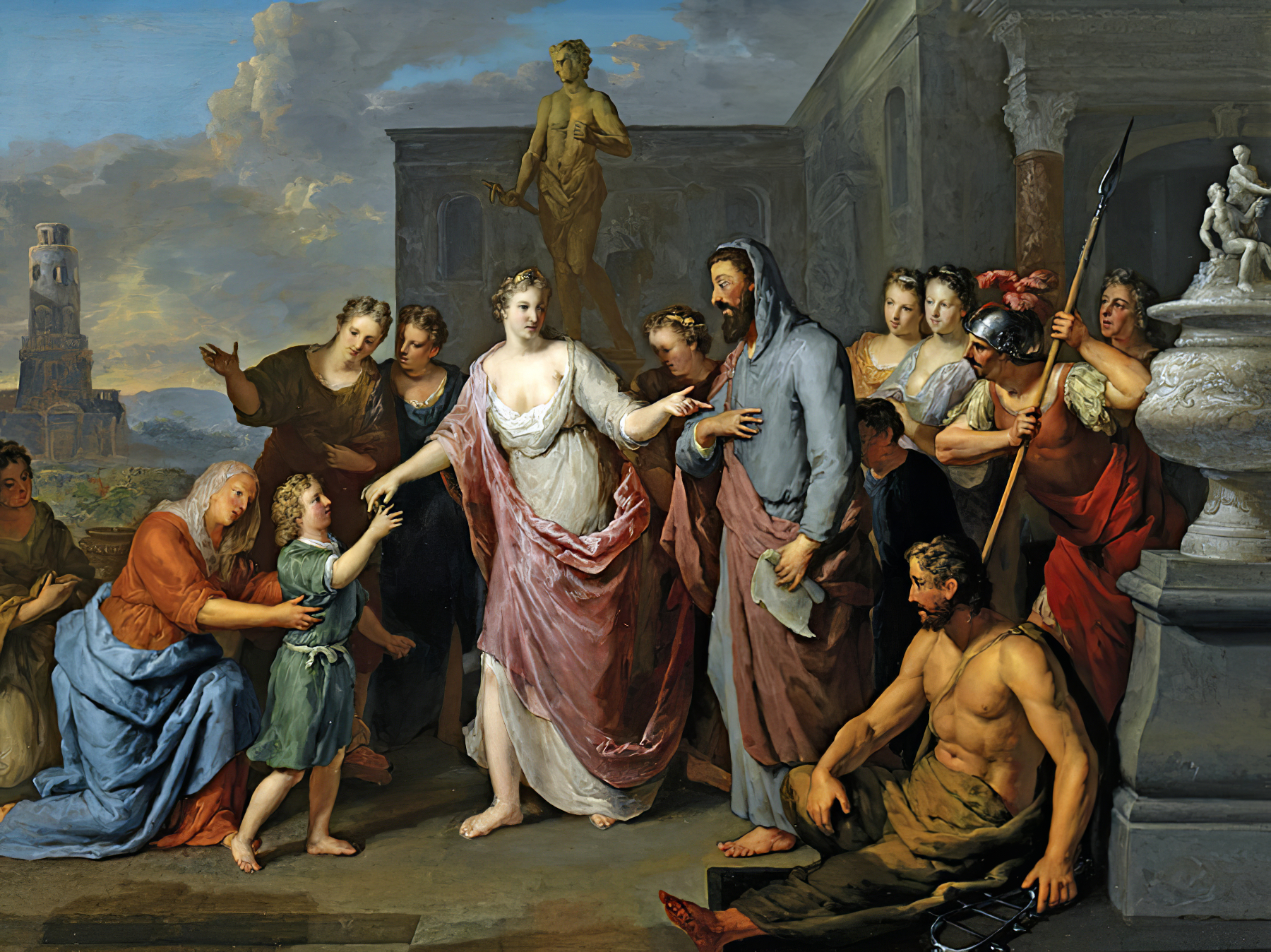
Olimpias przedstawiająca syna Arystotelesowi (mal. Gerard Hoet, ok. 1730)

W 343/342 p.n.e. Filip zatrudnił dla swego syna nowego nauczyciela – Arystotelesa (o tę posadę starało się wielu reprezentantów ówczesnej nauki greckiej m.in. Isokrates), którego ojciec był związany z dworem i rodziną panującą w Macedonii. Kształcenie odbywało się w mieście Mieza na południu kraju, w ogrodzie poświęconym Nimfom. Zetknięcie wielkiego filozofa z przyszłym królem i zdobywcą stanowiło już dla autorów starożytnych fascynujący temat do spekulacji o wzajemnych wpływach tak silnych osobowości. Trudno jednak powiedzieć na ten temat coś konkretnego, Arystoteles w tych latach nie osiągnął jeszcze sławy, jaka otaczała jego imię w przyszłości, poza tym on i Aleksander pochodzili z różnych światów: filozof wywodził się z kręgu greckiej polis i raczej nie mógł przygotować księcia do roli władcy wielkiego imperium. Arystoteles uczył Aleksandra etyki, polityki, medycyny i greckiej literatury, być może także dialektyki i erystyki. Późniejsze działania macedońskiego władcy nie wskazują na to, że przyjął poglądy polityczne Arystotelesa czy też jego przekonanie o niższości barbarzyńców (w tym mieszkańców imperium perskiego), choć z drugiej strony zgadzał się z filozofem co do wyższości kultury greckiej. Być może Arystoteles rozbudził w młodym księciu ciekawość intelektualną, o czym może świadczyć zabranie przez Aleksandra na wyprawę do Azji wielu uczonych.
Podczas edukacji w Miezie Aleksandrowi towarzyszyła grupa młodych arystokratów macedońskich, zarówno przyjaciele z dzieciństwa, jak i starsi chłopcy wybrani przez jego ojca. Z tego grona pochodziło wielu najbliższych towarzyszy i współpracowników późniejszego króla, mogli wśród nich być m.in. jego najbliższy przyjaciel Hefajstion, Leonnatos, Perdikkas, Klejtos Czarny oraz Kassander, syn jednego z dowódców Filipa – Antypatra.

## Następca tronu

### Regencja i pierwsze walki
W latach 342–340 p.n.e. Filip kontynuował podboje, głównie na północy i wschodzie, w Tracji, na północnym wybrzeżu Morza Egejskiego i w rejonie Propontydy, mając za przeciwnika m.in. Ateny i ich sojuszników. Aleksander, który w 340 p.n.e. skończył 16 lat, otrzymał wtedy pierwsze zadania wagi państwowej: ojciec na czas swojej nieobecności powierzył mu regencję w Macedonii. Działania młodego regenta nadzorował i wspierał radą Antypater. W tym czasie Aleksander odniósł swoje pierwsze zwycięstwo militarne – pokonał zbuntowane przeciw Macedonii trackie plemię Majdów. Zwyciężonych wypędził z ich stolicy, zasiedlił ją nowymi osadnikami i nazwał miasto Aleksandropolis. Później następca tronu towarzyszył ojcu w wyprawie na północ przeciw Scytom, których armia macedońska pokonała na terenie dzisiejszej Dobrudży. W drodze powrotnej zwycięskie wojska wdały się w konflikt z plemieniem Tryballów – w bitwie utracono scytyjskie łupy, a Filip został ranny w udo.

### Bitwa pod Cheroneą

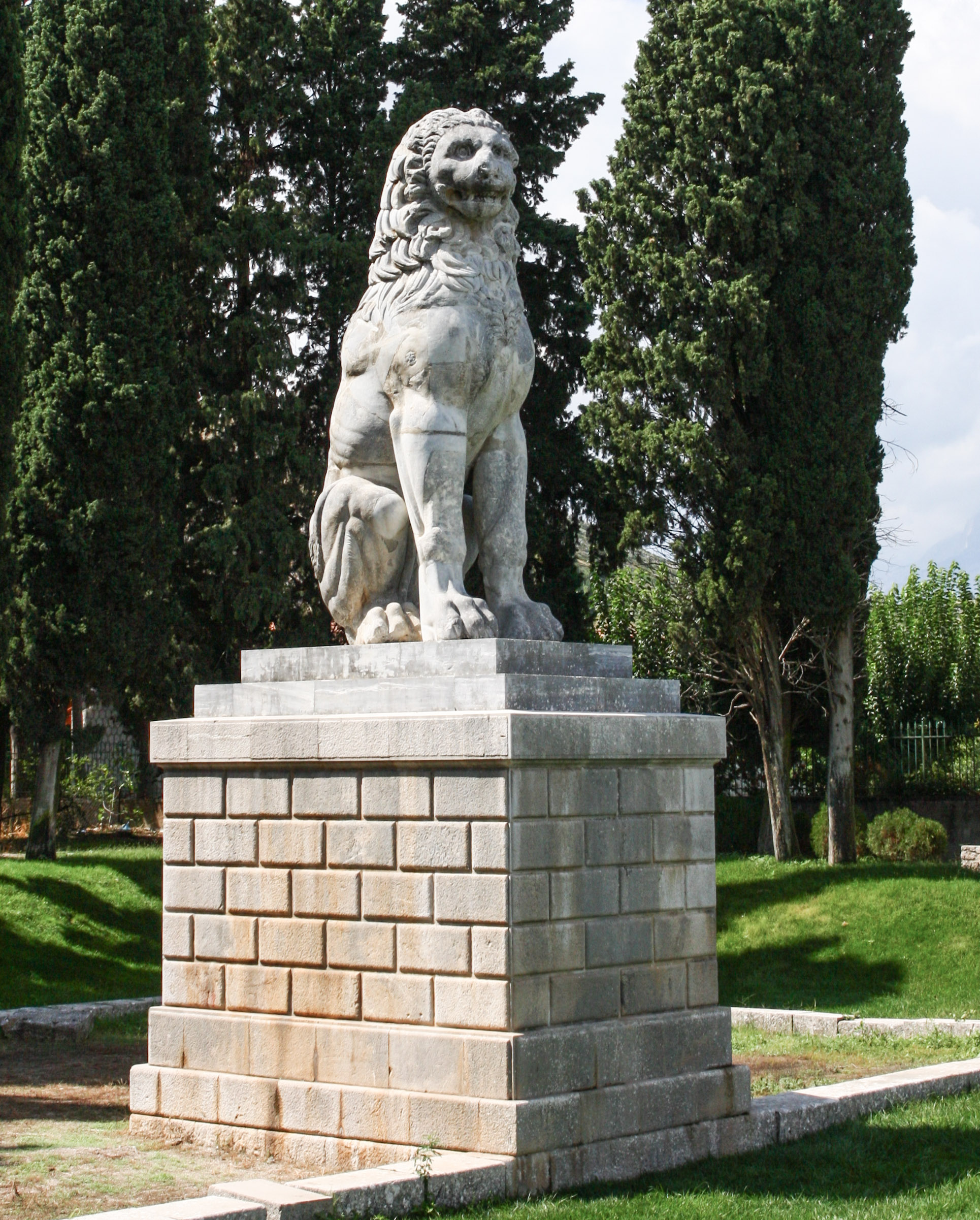
Lew Cheronejski – pomnik pamięci wzniesiony nad pochówkiem poległych Tebańczyków

W 339 p.n.e. w Grecji Środkowej wybuchła IV wojna święta i jedna ze stron – Tesalowie – poprosiła o pomoc Filipa. Ten skorzystał z okazji i wkroczył do Fokidy nieopodal Beocji, co z kolei skłoniło Teby, największe miasto regionu, do sojuszu z Atenami. Latem 338 p.n.e. doszło do bitwy między armią macedońską a liczniejszymi siłami tebańsko-ateńskimi, stoczonej na niewielkiej równinie. Filip kierował prawym skrzydłem, złożonym z piechoty i stojącym naprzeciw Ateńczyków. Aleksandrowi powierzono dowodzenie (przy wsparciu doradców) lewym skrzydłem i konnicą, mającymi za przeciwników Beotów. Piechota dowodzona przez Filipa skutecznie walczyła z ateńskimi hoplitami, ale to szarża jazdy pod dowództwem następcy tronu rozstrzygnęła bitwę, przełamując szyki greckie w najsilniejszym miejscu i zmuszając żołnierzy do ucieczki. Na miejscu pozostał tylko elitarny tebański „Święty Zastęp”, którego członkowie walczyli do śmierci z żołnierzami Aleksandra. Taktyka, w której piechota wiąże przeważające siły wroga, a ciężka konnica kierowana przez władcę zadaje decydujące uderzenia, była później często wykorzystywana przez Aleksandra w kampanii przeciwko wojskom imperium perskiego.
Filip narzucił Tebom ciężkie warunki pokoju, natomiast dla przygotowanych do długiej obrony Ateńczyków był znacznie łagodniejszy. Poselstwo złożone z dostojników macedońskich i Aleksandra zawiozło do Aten prochy poległych pod Cheroneą żołnierzy ateńskich i wynegocjowało pokój kończący wojnę Macedonii z Atenami. Po zakończeniu poselstwa Aleksander udał się na północ, gdzie zwycięsko walczył z Ilirami.

### Związek Koryncki i wojna z Persją
Tymczasem Filip ze swoją armią wkroczył na Peloponez, gdzie wiele polis przeszło na jego stronę. Później zaatakował Lakonię, jednak samą Spartę pozostawił nietkniętą. W 337 p.n.e. zwołał delegatów ze wszystkich polis Grecji kontynentalnej i kilku wyspiarskich do Koryntu, gdzie ogłoszono powstanie Związku nazywanego dzisiaj Korynckim. Członkowie zgodzili się nie prowadzić wojen między sobą, a wszelkie konflikty miała rozwiązywać rada (synedrion) z decydującym głosem króla Macedonii. Związek był narzędziem kontroli macedońskiej nad Grecją (dodatkowo umacniały ją macedońskie garnizony w strategicznych miejscach – Korynt i Chalkis), jednak nie dawał jej władzy absolutnej.
Jesienią 337 p.n.e. Związek wypowiedział imperium perskiemu wojnę, którą Filip planował już od pewnego czasu. Do Azji Mniejszej wysłano armię liczącą ok. 10 tys. żołnierzy, która początkowo odnosiła sukcesy, zajmując tereny na zachodzie półwyspu. Jednak w 336 p.n.e. Memnon z Rodos na czele oddziału greckich najemników odzyskał dla króla perskiego większość utraconych obszarów i zepchnął korpus macedoński nad Hellespont.

### Afera Piksodarosa
Plutarch opisał konflikt, który miał miejsce między Filipem i Aleksandrem prawdopodobnie w 337 p.n.e. Piksodaros, satrapa Karii i Likii w południowej Azji Mniejszej, zaproponował Filipowi przymierze, które miało zostać przypieczętowane małżeństwem Arridajosa i córki Piksodarosa – Adą. Aleksander dowiedział się o negocjacjach i obawiając się, że nowe małżeństwo może uczynić jego brata preferowanym następcą tronu, wysłał własnych posłów, oferując satrapie siebie za zięcia. Filip odkrywszy działania syna, zwymyślał go i wygnał doradców Aleksandra, którzy posłużyli mu niewłaściwą, zdaniem króla, radą. Zdarzenie to może sugerować, że Aleksander miał w tym czasie obawy co do swojej pozycji jako następcy tronu.

### Kryzys dynastyczny

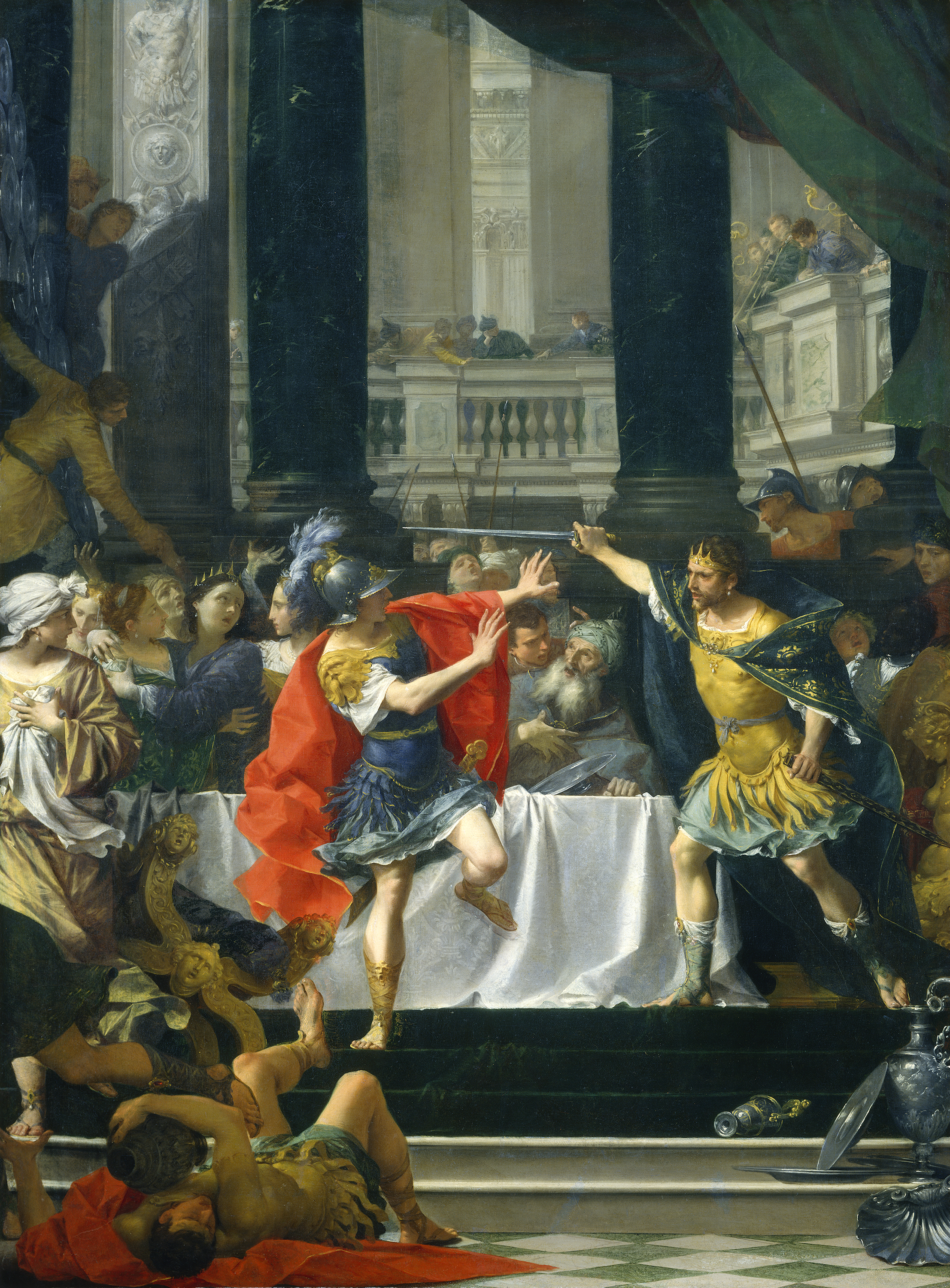
Zwada Filipa z Aleksandrem podczas uczty weselnej (mal. D. Creti, ok. 1700)

Do poważniejszego konfliktu między ojcem i synem doszło w 337 p.n.e. podczas kolejnego ślubu Filipa, tym razem z Kleopatrą, bratanicą Attalosa, arystokraty macedońskiego, jednego z dowódców korpusu wysłanego do Azji Mniejszej. Podczas wesela Attalos wzniósł toast, życząc Filipowi, by ze związku z Kleopatrą narodzili się przyszli królowie, czystej krwi Macedończycy. Obecny na przyjęciu Aleksander odczytał to jako obelgę wskazującą na obce pochodzenie jego matki. Wywiązała się gwałtowna kłótnia, a w obronie Attalosa stanął mocno już pijany Filip, który swój gniew skierował na syna. Aleksander i Olimpias szybko opuścili Pellę, udając się do Epiru, skąd następca tronu trafił na dwór bliżej nieokreślonego w źródłach królestwa iliryjskiego. Wygnanie Aleksandra nie trwało długo, Filip pozwolił mu wkrótce powrócić do Macedonii, ale Olimpias pozostała na dworze swojego brata w Epirze.

## Pierwsze lata panowania
Władzę objął w roku 336 p.n.e. po zamordowaniu Filipa II przez byłego kochanka króla, Pauzaniasza. Według oficjalnej wersji mordercę, który został zabity podczas ucieczki, przekupił król Persji Dariusz III. Podejrzenie o spisek padło jednak na Aleksandra i Olimpias, których pozycja była zagrożona przez nowe małżeństwo Filipa. Po ojcu Aleksander odziedziczył silną Macedonię, kontrolującą od niedawna znaczną część Grecji, i dobrze zorganizowaną armię oraz ideę podboju Persji, która od dwóch stuleci była największym zagrożeniem dla Greków.
Na wieść o śmierci Filipa i udziale Aleksandra w walce z Trakami na północy (wkrótce po objęciu przez niego władzy), zbuntowało się greckie miasto Teby (335 p.n.e.), które młody król błyskawicznie zdobył. Około sześciu tysięcy mieszkańców zostało wymordowanych, a 30 tysięcy sprzedano w niewolę. Miasto zrównano z ziemią. Ów pokaz siły powstrzymał buntownicze zamiary innych greckich państw.

## Podbój Imperium Perskiego

### Zajęcie Anatolii
W roku 334 p.n.e. Aleksander zostawił w Macedonii część wojsk pod wodzą regenta Antypatra i wyruszył na podbój Persji na czele 49 100 żołnierzy – Macedończyków, Greków, Traków i Ilirów. Wyprawa według oficjalnej propagandy miała na celu wyzwolić greckie miasta w Anatolii oraz pomścić krzywdy, jakich doznała Grecja podczas perskich najazdów na początku V w. p.n.e. Pierwsza bitwa z perskimi wojskami miała miejsce nad rzeką Granik. Król Macedonii zwyciężył. Po bitwie wysłał do pracy w kopalniach dwa tysiące wziętych do niewoli greckich najemników, którzy służyli w perskiej armii. Według niektórych źródeł wielu najemników zostało zamordowanych zaraz po bitwie.
Przez kilkanaście kolejnych miesięcy opanował Anatolię, zajmując bez walki wiele polis. Poważniejszy opór stawiły jedynie Milet i Halikarnas, w których broniły się perskie garnizony wspierane przez mieszkańców. Z reguły zabraniał swym wojskom rabunków, od miast żądał umiarkowanych danin i pozostawiał na zdobytych terenach niezmienioną administrację. W trakcie podboju Anatolii Aleksander zawitał do miasta Gordion, gdzie miał rozwiązać legendarny węzeł. Zgodnie z legendą ten, kto tego dokona, miał zostać panem Azji; Aleksander wprost rozciął go mieczem.

### Bitwa pod Issos, podbój Fenicji i Egiptu

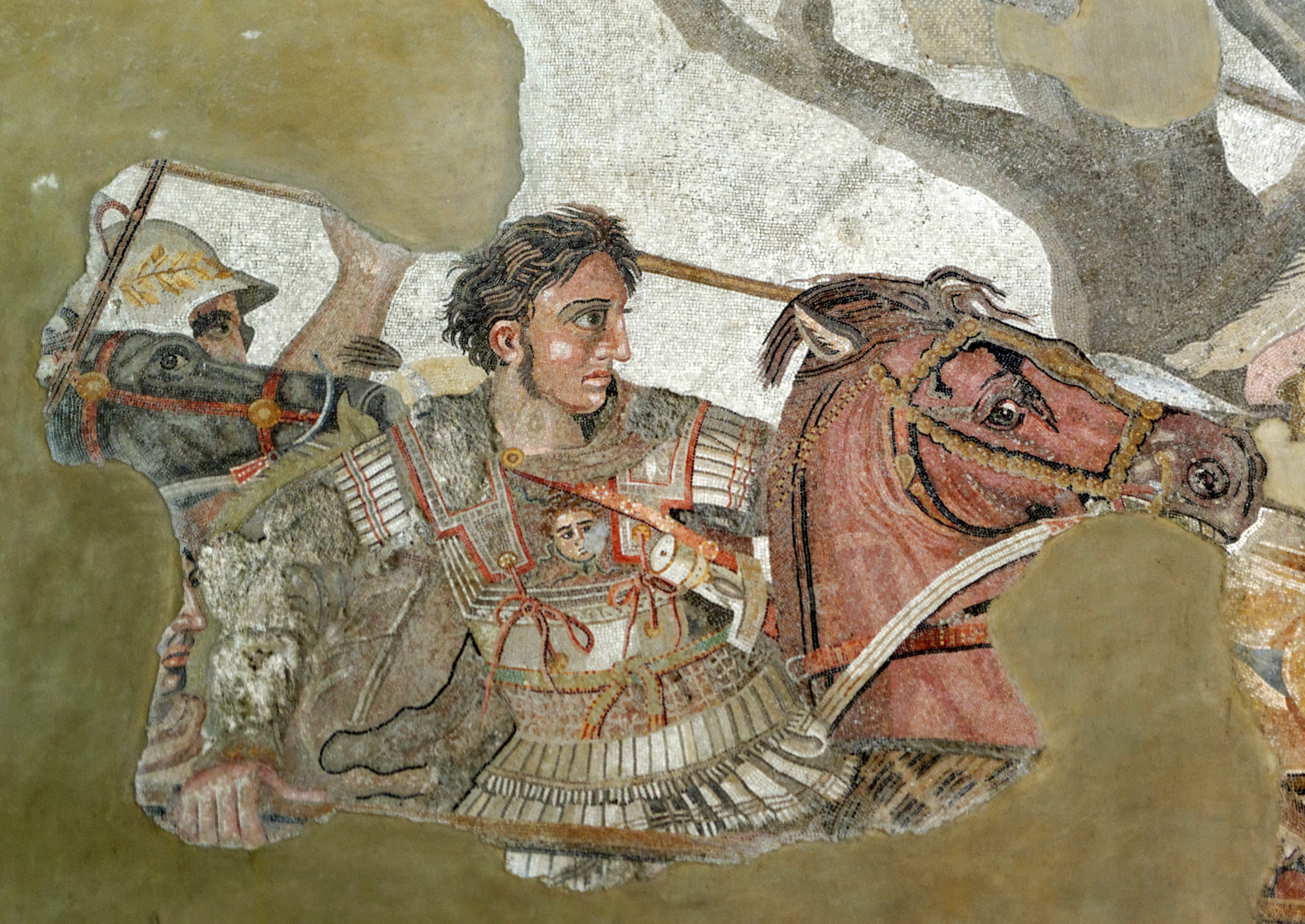
Aleksander na Bucefale w bitwie pod Issos (fragment pompejańskiej tzw. mozaiki Aleksandra)

Po opanowaniu dzisiejszej zachodniej Turcji Aleksander skierował się ze swoją armią do Fenicji (dzisiejszy Liban). Chciał zająć wszystkie perskie porty nad Morzem Śródziemnym, by uniemożliwić wrogom inwazję na Grecję. Przeciwko niemu ruszył z Mezopotamii król Persji Dariusz III, prowadząc potężną armię, w której służyło między innymi 30 tys. greckich najemników. Obie armie spotkały się w pobliżu Issos. Wyrównaną bitwę rozstrzygnęła brawurowa szarża macedońskiej jazdy prowadzona przez samego Aleksandra, która zmusiła perskiego władcę do ucieczki. Pozbawiona dowódcy perska armia rozpadła się. Korzystając z chaosu, Macedończycy zabili tysiące swych wrogów (starożytni z dużą przesadą mówili o stu tysiącach). Wojska Aleksandra miały stracić jedynie 302 zabitych. W zdobytym obozie wroga Aleksander pojmał między innymi: matkę Dariusza – królową Sysygambis, jego żonę – Statejrę I, oraz córki: Statejrę II i Drypetis, które (co podkreślali autorzy starożytni) Aleksander traktował bardzo dobrze.
Po bitwie macedoński władca przeszedł przez Fenicję i dotarł do jej największego miasta – położonego na przybrzeżnej wyspie Tyru, który nie otworzył mu bram. Rozpoczęte oblężenie trwało aż osiem miesięcy. Przełom nastąpił, dopiero gdy na stronę Aleksandra przeszły walczące dotychczas po stronie Persji okręty z Fenicji i Cypru. Po zdobyciu miasta 8 tys. jego mieszkańców zostało zamordowanych, a 30 tys. sprzedano w niewolę.
Następnie Aleksander musiał zdobyć bronioną przez perski garnizon Gazę, po czym dotarł do Egiptu.
W roku 333 p.n.e. egipska wyrocznia w oazie Siwa objawiła Aleksandrowi, że jest synem Zeusa. Z czasem on sam zaczął wierzyć, iż jest półbogiem, a pod koniec swego życia nabrał przekonania, że ma cechy bóstwa. Do miast greckich wysłał list nakazujący uznanie jego boskości, co przyjęto, choć z ironicznym potraktowaniem żądania.

### Król Górnego i Dolnego Egiptu
Od 525 roku p.n.e., kiedy król perski Kambyzes II pokonał Psametyka III, Egiptem rządzili Persowie. Po zwycięstwie i zdobyciu Tyru i Gazy (jesienią 332 roku p.n.e.) Aleksander przekroczył w Peluzjum granice Egiptu, gdzie entuzjastycznie witany był jako wyzwoliciel. Następnie ze swymi wojskami skierował się w górę Nilu, w kierunku Memfis. Perski satrapa Egiptu, Sabakes, poległ pod Issos, a jego następca Mazakes, rezydujący w Memfis, po krótkich negocjacjach poddał miasto bez walki. Oddał Aleksandrowi pałac i wypłacił ze skarbca sumę około 800 talentów. W świątyni Ptaha w Memfis kapłani prawdopodobnie wprowadzili Aleksandra na tron faraonów, nadając mu tytuł Króla Dolnego i Górnego Egiptu.

#### Tytulatura
| G5 |

| G5 |

| G20 | k · I6 · O49 |

| G20 | k · I6 · O49 |

| G20 | k · I6 · O49 |

| G20 | k · I6 · O49 |

| G5 |

| G5 |

| G20 | k · I6 · O49 |

| G20 | k · I6 · O49 |

| G20 | k · I6 · O49 |

| G20 | k · I6 · O49 |

| M23 · X1 | L2 · X1 |

| M23 · X1 | L2 · X1 |

| C12 | C2 | N35 · U21 · N36 |

| C12 | C2 | N35 · U21 · N36 |

| C12 | C2 | N35 · U21 · N36 |

| C12 | C2 | N35 · U21 · N36 |

| M23 · X1 | L2 · X1 |

| M23 · X1 | L2 · X1 |

| C12 | C2 | N35 · U21 · N36 |

| C12 | C2 | N35 · U21 · N36 |

| C12 | C2 | N35 · U21 · N36 |

| C12 | C2 | N35 · U21 · N36 |

| G39 | N5 |

| G39 | N5 |

| G1 | E23 · V31 · O34 | M17 | N35 · D46 | D21 · O34 |

| G1 | E23 · V31 · O34 | M17 | N35 · D46 | D21 · O34 |

| G1 | E23 · V31 · O34 | M17 | N35 · D46 | D21 · O34 |

| G1 | E23 · V31 · O34 | M17 | N35 · D46 | D21 · O34 |

| G39 | N5 |

| G39 | N5 |

| G1 | E23 · V31 · O34 | M17 | N35 · D46 | D21 · O34 |

| G1 | E23 · V31 · O34 | M17 | N35 · D46 | D21 · O34 |

| G1 | E23 · V31 · O34 | M17 | N35 · D46 | D21 · O34 |

| G1 | E23 · V31 · O34 | M17 | N35 · D46 | D21 · O34 |

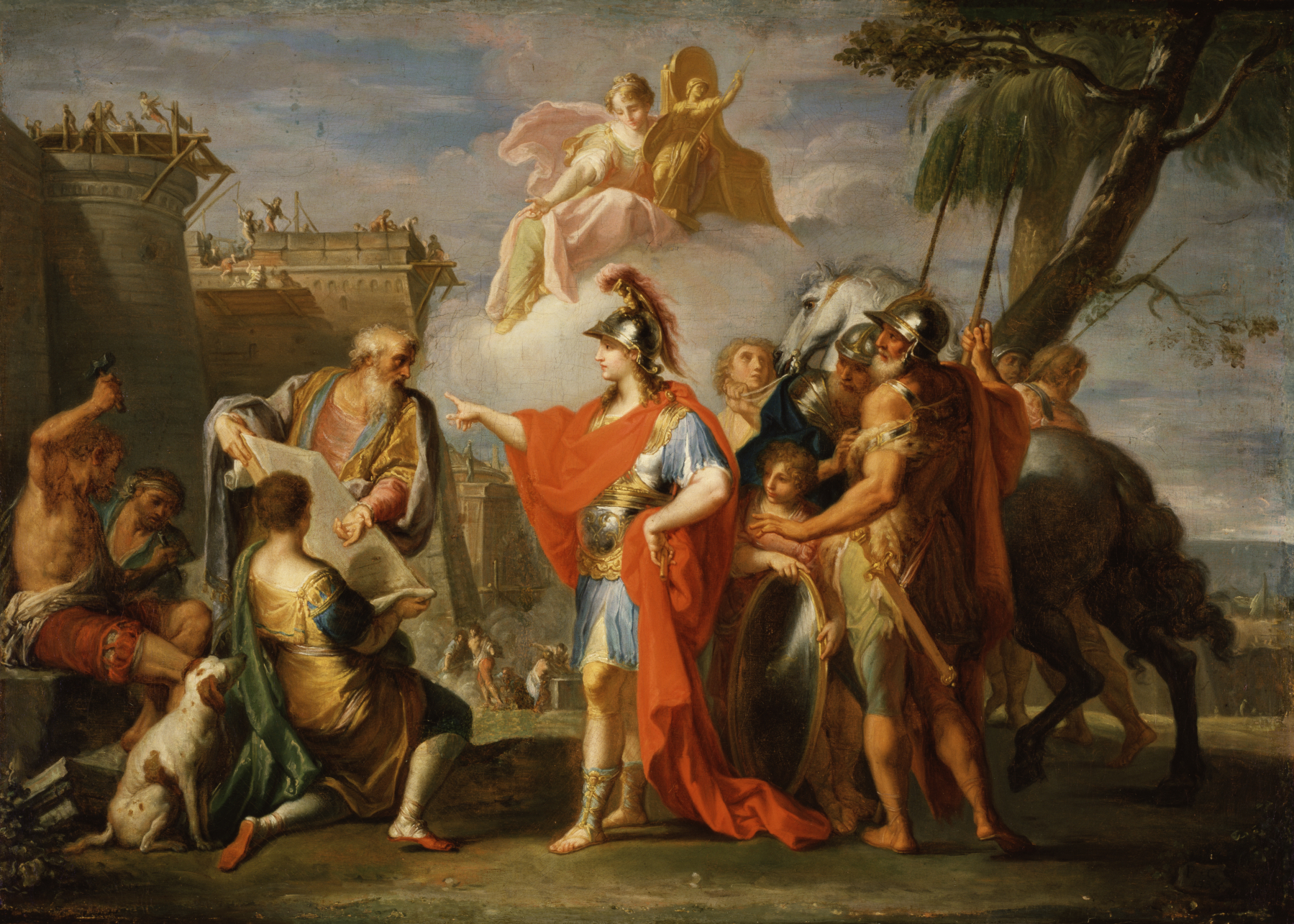
Aleksander Wielki zakłada Aleksandrię według planów architekta Dinokratesa (z lewej);(mal. Placido Costanzi, ok. 1737)

Następnie na śródziemnomorskim wybrzeżu, na zachód od kanopijskiego ujścia Nilu, Aleksander założył najsłynniejsze z wielu miast nazwanych swoim imieniem – Aleksandrię. Egipska Aleksandria stała się później siedzibą władców z dynastii Ptolemeuszy oraz jednym z najważniejszych miast świata starożytnego. Na wiosnę 331 roku p.n.e. Aleksander opuścił Egipt, powierzając administrację państwem dwóm byłym nomarchom – Doloaspisowi i Petisisowi, pozostawiając dowództwo sił wojskowych Macedończykom. Był to pierwszy w historii rozdział władzy cywilnej i wojskowej.

### Bitwa pod Gaugamelą, opanowanie Mezopotamii i Persji

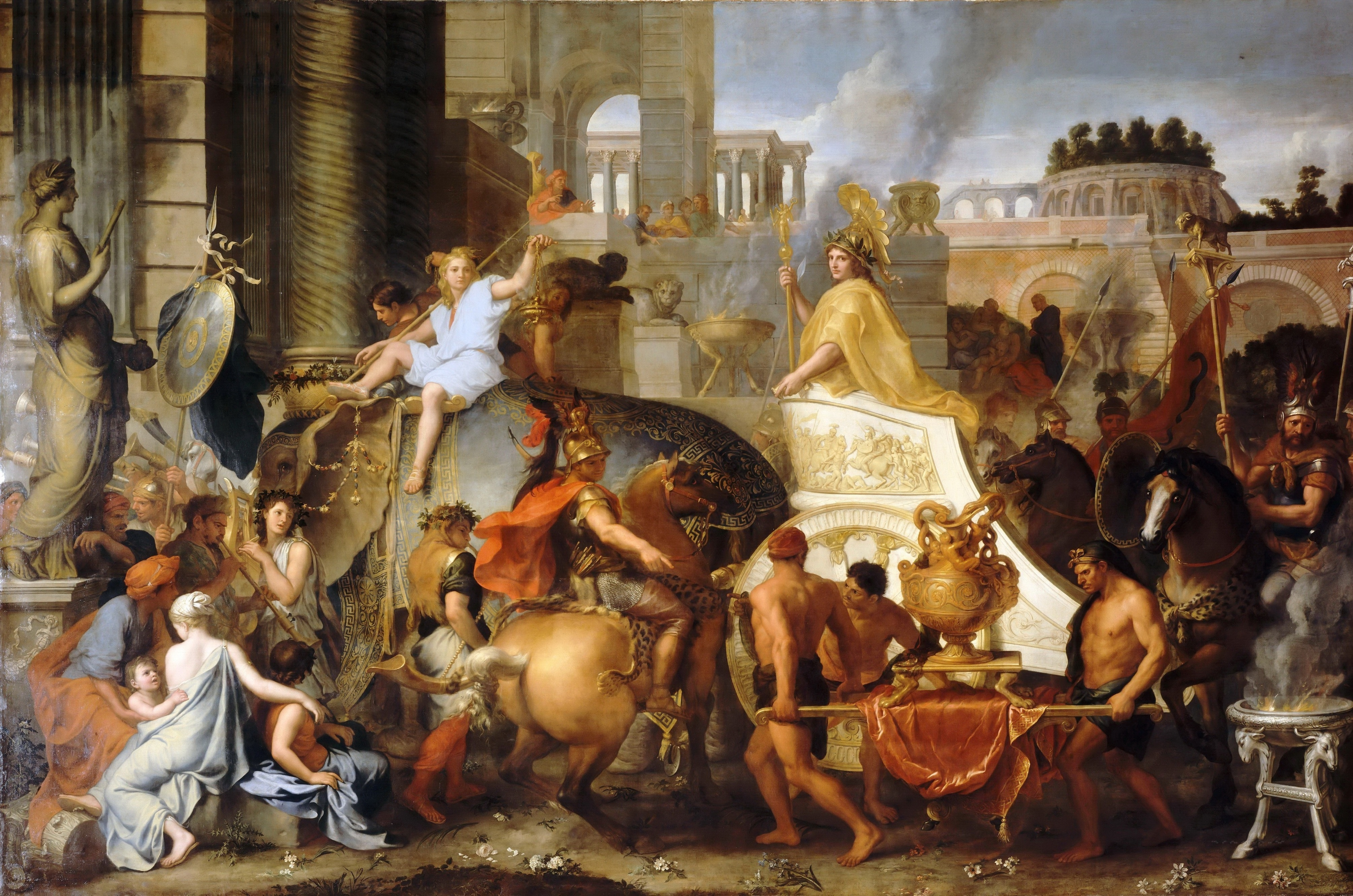
Triumfalny wjazd Aleksandra do Babilonu (mal. Charles Le Brun, 1665)

W roku 331 p.n.e. na czele 40 tys. piechoty i 7 tys. jazdy Aleksander wyruszył w głąb Azji. Pod Gaugamelą w Asyrii na jego drodze stanął Dariusz III w asyście 40 tys. konnych oraz 16 tys. ciężkich piechurów wspartych słoniami, rydwanami i ogromnymi rzeszami lekkozbrojnej piechoty. Według ostrożnych szacunków armia perska liczyła około 200 tysięcy ludzi. Bitwę raz jeszcze rozstrzygnęła szarża ciężkiej macedońskiej jazdy – hetajrów, która wdarła się w lukę między perskimi oddziałami i nacierając wprost na stanowisko Dariusza. Zmuszony był on po raz drugi ratować się ucieczką, zaś jego armia uległa rozproszeniu. Po tym zwycięstwie Aleksander zajął Babilon i zdobył skarbiec perski w Suzie zagarniając olbrzymie skarby perskiego władcy.
Kolejna armia perska przegrała z macedońskimi zdobywcami w 330 p.n.e., gdy próbowała zablokować drogę do stolicy Persji, Persepolis. Po zdobyciu miasta 1 października zostało ono splądrowane i spalone. W pościgu za uciekającym Dariuszem armia Aleksandra dotarła w okolice dzisiejszego Teheranu, a później ruszyła w kierunku Afganistanu. W końcu Aleksander doścignął Dariusza, konającego z ran zadanych mu przez zdradzieckiego satrapę Baktrii, Bessosa, który ogłosił się nowym królem Persji. Nie zakończyło to jednak kampanii. Aleksander postanowił pojmać morderców Dariusza i wyruszył ich śladem na wschód, gdzie Bessos rozpoczął rządy pod imieniem Artakserksesa V.

### Walki w Baktrii i Sogdianie
Przez kolejne lata Aleksander prowadził ciężkie walki w Baktrii i Sogdianie (obecne tereny Uzbekistanu i Afganistanu). Pojmał w końcu Bessosa i innych zabójców Dariusza. Dla zdławienia ciągłych buntów założył w tych prowincjach liczne Aleksandrie, w których osiedlał weteranów i kolonistów z Grecji. Ostatecznie podporządkował sobie te prowincje zawierając małżeństwo z baktryjską księżniczką Roksaną. W tym samym czasie doszło do pierwszych konfliktów z częścią macedońskich arystokratów, którzy nie aprobowali przejmowania i narzucania przez Aleksandra perskich obyczajów; oburzała ich też coraz większa rola Persów w otoczeniu macedońskiego króla. Ofiarą gniewu Aleksandra padł m.in. Parmenion, najważniejsza po władcy osoba w armii, a zarazem jego najwierniejszy przyjaciel, który został oskarżony o zdradę.

## Kampania w Indiach

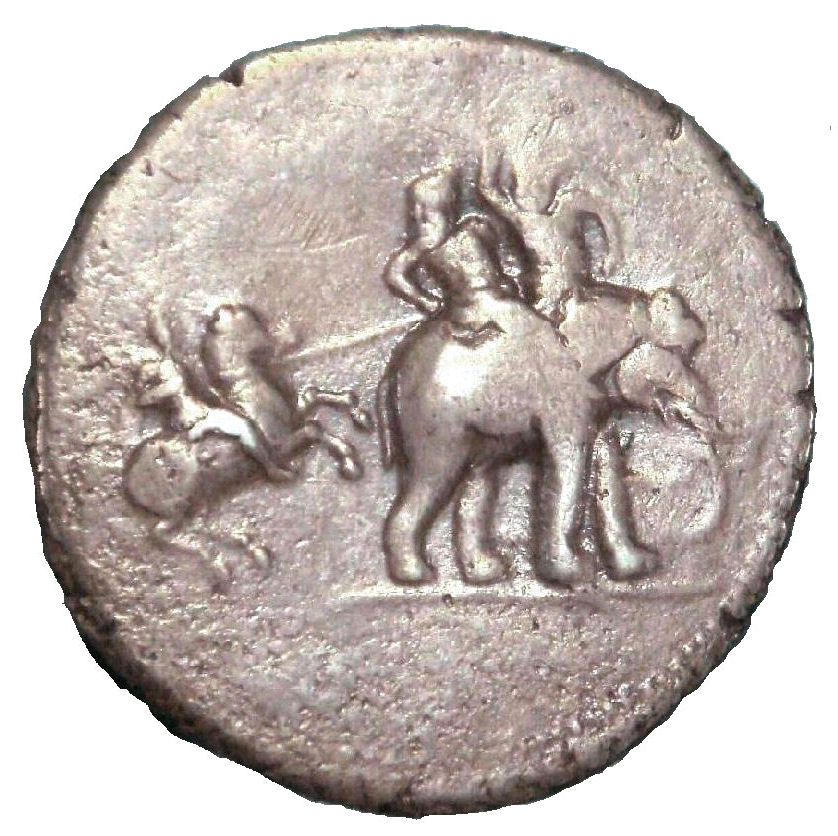
Przedstawienie z rewersu „monety zwycięstwa” wybitej po kampanii indyjskiej – Aleksander konno atakujący Porosa na słoniu

Po zakończeniu podboju Sogdiany żądny dalszych zwycięstw Aleksander ruszył w roku 327 p.n.e. na Indie. W wyprawie uczestniczyło wówczas około 120 tysięcy ludzi – macedońskich, greckich i azjatyckich żołnierzy oraz kupców, tragarzy, niewolników, kurtyzan i żon. Była to najcięższa część kampanii. Mieszkańcy ziem nad Indusem okazali się trudnym przeciwnikiem, a klimat (m.in. częste deszcze) dawał się we znaki wojskom Aleksandra. Rozdrażnieni żołnierze urządzali rzezie miejscowej ludności. Nad rzeką Hydaspes macedoński król pokonał wojska indyjskiego księcia Porosa, który miał aż 200 słoni bojowych. Było to ostatnie jego wielkie zwycięstwo. W północnych Indiach Aleksander wywarł takie wrażenie na Hindusach, że przez pewien czas był czczony jako bóstwo. Zamieszkujący Himalaje Gurkhowie wywodzą pochodzenie swoich noży kukri od greckich mieczy kopis, w które uzbrojeni byli żołnierze Aleksandra. Wycieńczone przeciągającą się kampanią wojsko odmówiło dalszego marszu, co zmusiło zdobywcę do skierowania się na zachód. W drodze powrotnej podczas szturmu na miasto Mallów w Indiach Aleksander osobiście wdarł się na mury, by pobudzić zniechęconych żołnierzy do szturmu. Swej brawury omal nie przypłacił życiem, gdy indyjska strzała zraniła go w płuco. Maszerując z Indii do Persji ruszył z częścią sił przez pustynną Gedrozję. Marsz zakończył się śmiercią tysięcy ludzi z braku wody i jedzenia.

## Ostatni rok
W 324 p.n.e. Aleksander zorganizował w Suzie olbrzymie wesele: nakłonił wielu dostojników macedońskich do małżeństwa z przedstawicielkami arystokracji perskiej. Sam poślubił dodatkowo dwie córki królów perskich: Parysatis II (córkę Artakserksesa III) i Statejrę II (córkę Dariusza III); miał już 3 żony. Hefajstion poślubił Drypetis, siostrę Statejry II. Wokół tej uroczystości powstało mnóstwo teorii w nowożytnej historiografii, starającej się zgłębić motywy i cele macedońskiego króla. W oczach wielu historyków Aleksander coraz szybciej przekształcał się w despotę i tracił kontakt z rzeczywistością. W świetle najnowszych badań ten osąd wydaje się jednak zbyt pochopny. Podczas wyprawy Aleksandra do Baktrii, Sogdiany i Indii wielu satrapów, sądząc, że nigdy już stamtąd nie powróci, nadużywało władzy przez niesubordynację, zły zarząd, a nawet grabież królewskich pieniędzy (jak Harpalos). Po powrocie króla ze wschodu wielu satrapów podejrzanych o spisek (np. niedostarczenie zapasów dla maszerującej przez Gedrozję armii) zostało skazanych na śmierć lub usuniętych ze stanowisk, co zapewne było jedynym sposobem opanowania poważnego kryzysu imperium, jaki wówczas nastąpił.

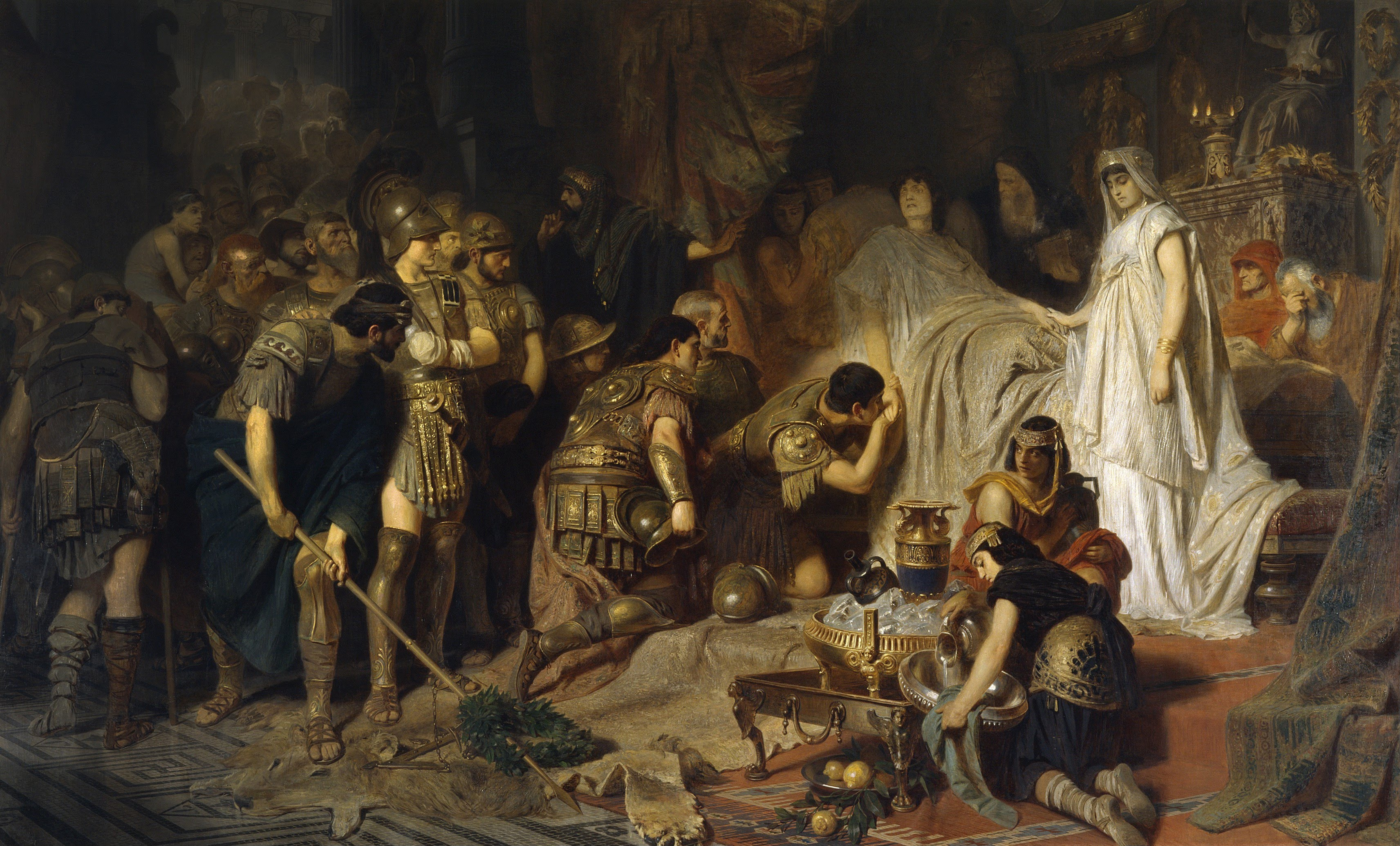
Pożegnanie umierającego władcy z żołnierzami (mal. Carl Theodor von Piloty, ok. 1886)

Stan Aleksandra pogorszył się latem 324 p.n.e. w Ekbatanie, po śmierci Hefajstiona, jego najbliższego przyjaciela, współpracownika, a według części źródeł, także kochanka. Na pogrzeb i grobowiec wydał gigantyczną fortunę i zaczął jeszcze bardziej nadużywać alkoholu. Innym wieloletnim ukochanym Aleksandra miał być, podarowany mu w hołdzie przez wodza perskiego, eunuch Bagoas. Te wieloletnie homoseksualne związki romantyczne Aleksandra miały być powodem troski o możliwość spłodzenia następcy. Pisał o tym już w starożytności rzymski historyk Kwintus Kurcjusz Rufus (Quintus Curtius). Obawy te okazały się bezzasadne, gdyż Aleksander miał być ojcem pogrobowca Aleksandra IV. Synem Aleksandra ze związku z kochanką Barsine był przypuszczalnie Herakles (ur. ok. 327 p.n.e.).
Aleksander zmarł po dziesięciu dniach choroby. Nie można wykluczyć, że został otruty przez obawiających się kolejnej fali czystek dowódców jego armii (trucizna domieszana do wina). Kilka miesięcy po jego śmierci Roksana urodziła syna, znanego jako Aleksander IV. Inne teorie mówią, że przyczyną śmierci Aleksandra mogło być niezamierzone przedawkowanie stosowanej wówczas jako lek białej ciemiężycy, która w mniejszych dawkach działa jako lekarstwo, lecz w większych zabija.
W 2018 roku opublikowana została jeszcze inna hipoteza, wg której Aleksander cierpiał na zespół Guillaina-Barrégo, schorzenie autoimmunologiczne, wskutek którego pod koniec życia doznał całkowitego paraliżu, który w połączeniu ze skrajnie spłyconym i spowolnionym oddechem i zanikiem reakcji na bodźce uznany mógł zostać przez starożytnych, nie dysponujących dokładniejszymi metodami, za objaw śmierci. Na poparcie tej tezy autorka opracowania wskazuje m.in. fakt, że przez sześć dni po stwierdzeniu zgonu, a przed rozpoczęciem balsamowania, pomimo wysokiej temperatury panującej w czerwcu w Babilonie, jego ciało (jak opisywał Plutarch) pozostawało "czyste i świeże".

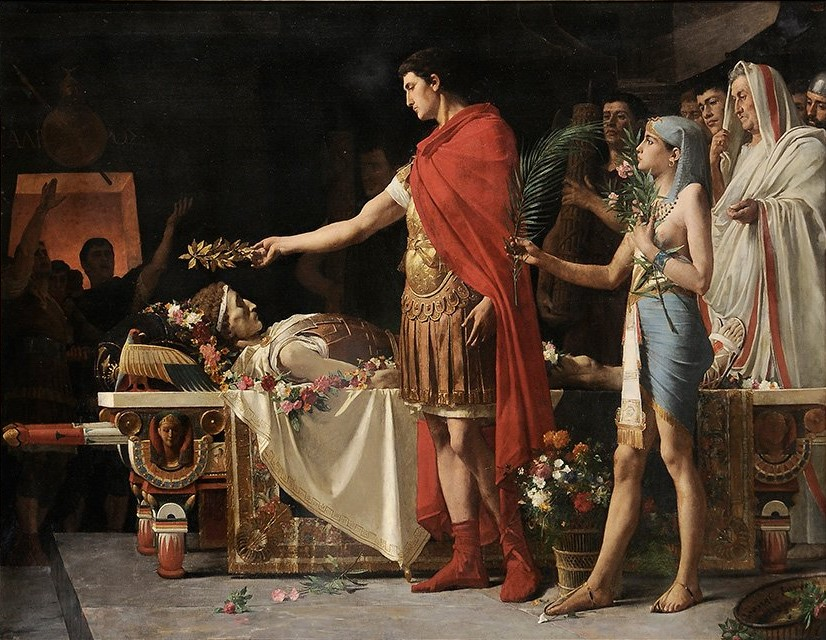
Cesarz August przy mumii władcy w grobowcu Aleksandra (mal. Lionel Royer, 1878)

Zabalsamowane ciało Aleksandra nie zostało pochowane zgodnie z jego wolą w oazie Siwa. Po sporach między diadochami o jego posiadanie i miejsce pochówku, ostatecznie zostało wykradzione przez Ptolemeusza i przewiezione do Egiptu, gdzie spoczęło w Memfis (być może w tamtejszym Serapejonie). Za panowania późniejszych Ptolemeuszów mumię przeniesiono do Aleksandrii i umieszczoną w złotym sarkofagu złożono w okazałym mauzoleum zwanym Soma. Miejsce to, o charakterze sanktuarium, oprócz licznych pielgrzymów odwiedzali później władcy rzymscy, przede wszystkim August w 30 p.n.e., co poświadcza zarówno Swetoniusz (Żywoty cezarów, Boski August 18,1), jak i Kasjusz Dion (Historia rzymska LI, 16); (poza nim Juliusz Cezar, Kaligula, Septymiusz Sewer, Karakalla). Pewne świadectwa o tym miejscu pochówku zanikają u schyłku starożytności (V w.), choć szczątkowe wiadomości pochodzą jeszcze od autorów z XV-XVI wieku. Współcześni badacze i autorzy nadal wysuwają jednak liczne przypuszczenia i hipotezy co do samego miejsca pochówku Aleksandra Macedońskiego.

## Dziedzictwo
Mimo iż nie rządził swoim wielkim imperium zbyt długo, skutki jego podbojów były ogromne. Zakładane przez niego greckie kolonie spowodowały rozprzestrzenienie się helleńskiej kultury na ogromnych obszarach, co spowodowało powstanie kultury hellenistycznej. W kilka lat po jego śmierci imperium zostało podzielone w wyniku wojen diadochów – dowódców armii Aleksandra Wielkiego. Założone przez nich królestwa na wiele lat zdominowały Bliski Wschód.

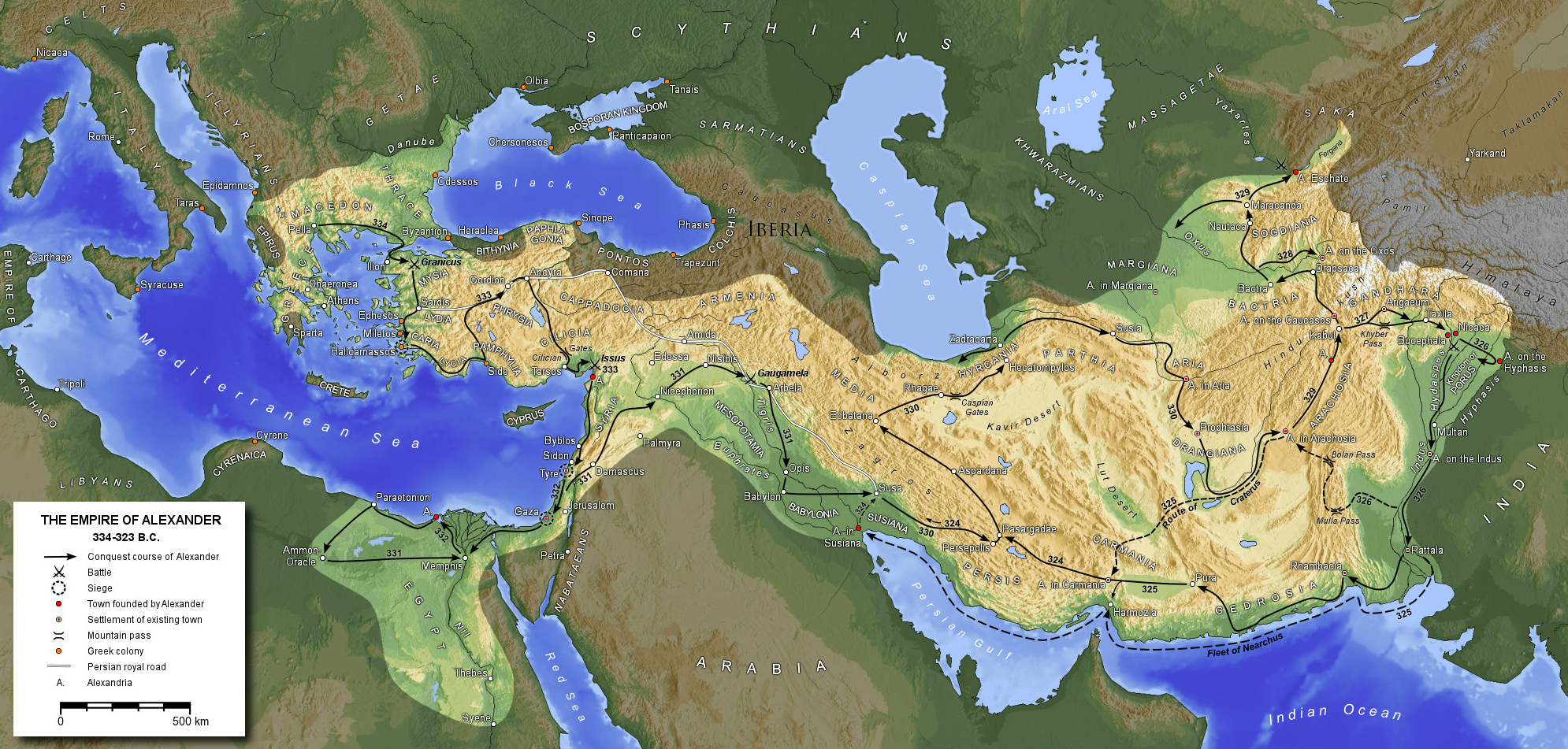
Mapa imperium Aleksandra Macedońskiego

## Historiografia
Dzieje Aleksandra znane są dzięki przekazom Flawiusza Arriana, Plutarcha, Diodora Sycylijskiego, Pompejusza Trogusa (za pośrednictwem epitomy Justyna) oraz z biografii autorstwa Kwintusa Kurcjusza Rufusa.

W Starym Testamencie podano też ogólne wiadomości o nim w Pierwszej Księdze Machabejskiej: 

Aleksander, syn Filipa Macedońskiego, wyruszył z kraju Kittim i po zwycięskich walkach pokonał Dariusza, króla Persów i Medów, i w jego miejsce objął panowanie najpierw nad Helladą. Prowadził on wiele wojen: zdobył [wiele] umocnionych miejscowości i wytracił królów [rządzących na swych] ziemiach. Przeszedł on aż na krańce świata, a nabrał łupów od wielu narodów. Cała ziemia przed nim zamilkła, jego zaś serce wbiło się w pychę. Zebrał bowiem bardzo liczne wojsko i rządził państwami, narodami i [ich] władcami tak, że płacili mu daniny.

## W kulturze europejskiej

### Literatura
- Pieśń o Aleksandrze (Alexanderlied) – niemiecki epos przetłumaczony z języka francuskiego przed rokiem 1150 przez Lamprechta z Trewiru[63].
- Aleksandreida (Romanse o Aleksandrze) – zachowane w różnych, wielojęzycznych redakcjach zbiory legend poświęconych postaci Aleksandra Wielkiego. Utwory te powstawały od czasów hellenistycznych do XVI wieku. Najliczniej w okresie średniowiecza.
- Aubrey Thomas de Vere: poemat dramatyczny Alexander the Great z 1874 roku.
- Jean Racine: 5-aktowa tragedia Alexandre le Grand wystawiona przez Moliera w 1665 roku.
- Giovanni Pascoli: niewielki poemat Alexandros z 1895 roku.
- Jakob Wassermann: powieść Alexander in Babylon (1905).
- Louis Couperus: Iskander. De roman van Alexander den Groote – powieść historyczna holenderskiego pisarza (1920).
- Klaus Mann: powieść Alexander. Roman der Utopie (1929).
- Paul Gurk: powieść Iskander z 1944 roku.
- Robert Payne: powieść Alexander the God (1954).
- Maurice Druon: powieść Alexandre le Grand (1958).
- Karol Bunsch: Trylogia o Aleksandrze, na którą składają się powieści: Olimpias (1955), Parmenion (1967), Aleksander (1967).
- Mary Renault: Trylogia o Aleksandrze, na którą składają się powieści: Ogień z niebios (Fire from Heaven, 1969), Perski chłopiec (The Persian Boy, 1972), Igrzyska żałobne (Funeral Games, 1981).
- Roger Peyrefitte: Trylogia o Aleksandrze Wielkim, na którą składają się powieści: La Jeunesse d’Alexandre (1977), Les Conquêtes d’Alexandre (1979), Alexandre le Grand (1981).
- Gisbert Haefs: dylogia Alexander złożona z powieści Hellas. Der Roman der Einigung Griechenlands (1992) i  Asien. Der Roman der Eroberung eines Weltreichs (1993).
- Judith Tarr: powieść fantastyczno-historyczna Lord of the Two Lands (1993).
- Valerio Massimo Manfredi: Trylogia o Aleksandrze złożona z powieści: Dziecko snu (Il figlio del sogno, 1998), Piaski Ammona (Le sabbie di Amon, 1998), Kraniec Świata (Il confine del mondo, 1998).
- Nicholas Nicastro: powieść historyczna Empire of Ashes (2004).
- Steven Pressfield: powieści The Virtues of War (2004) oraz The Afghan Campaign (2006).
- Javier Negrete: powieść Alejandro magno y las águilas de Roma (2007).

### Film
- Sikandar – indyjski film historyczny Sohraba Modiego z 1941 roku.
- Alexander the Great (Aleksander Wielki) – amerykańsko-hiszpański film historyczny Roberta Rossena z 1956 roku.
- Sikandar-e-Azam (1965)–  indyjski film historyczny Kedara Kapoora z 1965 roku.
- O Megalexandros – grecki film Theodorosa Angelopoulosa z 1980 roku.
- Alexander (Aleksander) – amerykański film Olivera Stone z 2004 roku (koprodukcja).
- Alexander: The Making of a God (Jak Aleksander Wielki został bogiem) – brytyjski serial dokumentalny Lucy van Beek z 2024 roku[64].

## Upamiętnienie
Imieniem króla nazwano krater Alexander na Księżycu.
Wizerunek Aleksandra Wielkiego został umieszczony na greckiej monecie obiegowej o nominale 100 drachm bitej z przerwami w latach 1990–2000.

### Opracowania
- Peter Green: Aleksander Wielki. Warszawa: Państwowy Instytut Wydawniczy, 1978. ISBN 83-060-2885-6. Brak numerów stron w książce
- Jerzy Klimczak. Aleksander Macedoński – żołnierz, wódz, zdobywca. „Histmag.org”, czerwiec 2019. [dostęp 2019-06-17].brak numeru strony
- Krzysztof Nawotka: Aleksander Wielki. Wrocław: Wydawnictwo Uniwersytetu Wrocławskiego, 2007. ISBN 978-83-229-2823-3.
- P.J. Rhodes: A History of the Classical Greek World 478–323 BC. Singapore: Wiley-Blackwell, 2010. ISBN 978-1-4051-9286-6.
- Benedetto Bravo, Ewa Wipszycka: Historia starożytnych Greków. T. 3: Okres hellenistyczny. Warszawa: Wydawnictwo Uniwersytetu Warszawskiego, 2010. ISBN 978-83-235-0612-6.

### Źródła
- Flawiusz Arrian, Wyprawa Aleksandra Wielkiego, tłum. H. Gesztoft-Gasztold, Wrocław 2004.
- Dorota Nosowska: Oni zmienili historię. Poznań: IBIS, 2011. ISBN 978-83-7738-084-0.
- Kwintus Kurcjusz Rufus, Historia Aleksandra Wielkiego, tłum. L. Winniczuk, Warszawa 1976.
- Plutarch z Cheronei, Żywoty sławnych mężów: Aleksander Wielki, tłum. M. Brożek, Wrocław 1976.
- Plutarch z Cheronei, O szczęściu czy dzielności Aleksandra, tłum. K. Nawotka, Wrocław 2003.